# Villerbon
Villerbon é uma comuna francesa na região administrativa do Centro, no departamento Loir-et-Cher. Estende-se por uma área de 17,3 km². Em 2010 a comuna tinha 819 habitantes (densidade: 47,3 hab./km²).